# Erich Martin Hering
Erich Martin Hering (Heinersdorf, 10 november 1893 – Berlijn, 18 augustus 1967) was een Duits entomoloog.
Hering was gespecialiseerd in bladmineerders. Hij was conservator in het Museum für Naturkunde in Berlijn, waar zijn collectie vlinders, kevers, vlies- en tweevleugeligen wordt bewaard. Een deel van zijn verzameling mineervliegen valt onder het beheer van de Agrarische School in Portici, thans onderdeel van de Universiteit van Napels Federico II.

## Geselecteerde werken
- 1926 - Die Ökologie der blattminierenden Insektenlarven, p. 253, Borntraeger, Berlijn.
- 1951 - Biology of leaf-miners. Dr W. Junk, Den Haag.
- 1957 - Bestimmungstabellen der Blattminen von Europa einschließlich des Mittelmeerbeckens und der Kanarischen Inseln, vol. 1-3. Uitgeverij Dr W. Junk, Den Haag.

- Bibsys: 2096358
- CiNii: DA13203893
- Gemeinsame Normdatei: 102078548
- International Standard Name Identifier: 0000 0001 0977 3868
- Nationale Bibliotheek van Tsjechië: jcu2010592471
- Nationale Bibliotheek van Polen: a0000002071811
- Nederlandse Thesaurus van Auteursnamen: 129481122
- Réseau des bibliothèques de Suisse occidentale: 02-A003365630
- Système universitaire de documentation: 136775500
- Virtual International Authority File: 59468212
- WorldCat: E39PBJrChtcCMhbXbPjVwPbTpP